# Cristina Chirichella
Cristina Chirichella (née le 10 février 1994 à Naples) est une joueuse italienne de volley-ball. Elle mesure 1,95 m et joue au poste de centrale.

## Clubs
| Club                     | Pays   | De        | À         |
| ------------------------ | ------ | --------- | --------- |
| Club Italia              | Italie | 2010-2011 | 2011-2012 |
| Robursport Volley Pesaro | Italie | 2012-2013 | 2012-2013 |
| Pallavolo Ornavasso      | Italie | 2013-2014 | …         |

## Palmarès
- Championnat d'Europe des moins de 18 ans
  - Finaliste : 2011.